# チャールズ・ハットン・グレゴリー

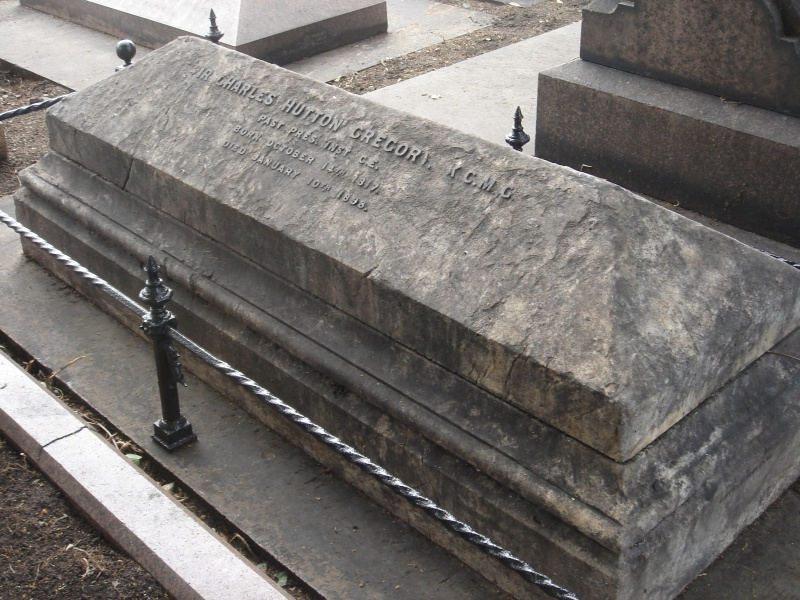
ロンドン、ブロンプトン墓地の墓標。

サー・チャールズ・ハットン・グレゴリー（Sir Charles Hutton Gregory KCMG、1817年10月14日 - 1898年1月10日）は、イングランドの土木技術者。1867年12月から1869年12月にかけてイギリス土木学会会長を務めた。
チャールズは、ウーリッジにある王立陸軍士官学校の数学教師であったオリンサス・ギルバート・グレゴリー博士の息子であった。当時、士官学校の数学の主任教師はチャールズ・ハットンで、グレゴリー博士のパトロンになっていた。このハットンにあやかって、チャールズは命名された。
グレゴリーは、コンサルタント技術者として、セイロン、トリニダード、ケープ植民地、ペラ州、セランゴール州などで、いくつもの大規模な鉄道建設事業に関わった。彼は、腕木式鉄道信号機を最初に実用化し、1842年から1843年にかけてロンドン・アンド・クロイドン鉄道とサウス・イースタン鉄道にこれを導入した。彼の方式は、他の方式をすべて凌駕し、1870年以降は主流の方式となった。1882年、海峡トンネル委員会の委員となり、1886年には植民地・インド博覧会のロイヤル・コミッショナー (Royal Commissioner) となった。
グレゴリーは、1876年に聖マイケル・聖ジョージ勲章コンパニオンを受章し、後に1884年5月には同章ナイト・コマンダーを受章した。
1894年、彼は女優だったファニー・スターリングと結婚したが、翌年に彼女に先立たれてしまった。グレゴリーは、1898年1月10日にロンドンで死去し、ブロンプトン墓地に葬られた。

## おもな著書
- Practical Rules for the Management of a Locomotive Engine: In the Station, on the Road, and in cases of Accident (London, 1841)